# 天主教甘博馬教區
天主教甘博馬教區（拉丁語：Dioecesis Gambomensis）是剛果共和國一個羅馬天主教教區，屬布拉柴維爾總教區。
教區成立於2013年2月22日，範圍包括高原省。2013年有教友110,000人（佔轄區總人口56.9%）、七個堂區、十五名司鐸。現任教區主教為烏爾班·恩加松戈。
此教區也是教宗本篤十六世任內擢升的最後一個教區。